# Огражден (залив)
Огражден (на английски: Ograzhden Cove) е залив на протока Дрейк, вдаден в остров Ливингстън от Южните Шетландски острови в Антарктика.
Наименуван е на планината Огражден в Югозападна България.

## Местоположение
Заливът, широк 680 м, се врязва на 550 м в северозападния бряг на нос Рей в северозападния дял на полуостров Байърс на остров Ливингстън. Намира се между нос Есикс на север и нос Кърджали на юг. Част е от залива Свищов.
Географски координати на залива Огражден: 62°34′50″ ю. ш. 61°10′50″ з. д. / 62.580556° ю. ш. 61.180556° з. д.

## Картографиране
Картографирането е британско от 1968 година, испанско от 1992 година и българско от 2005 и 2009 година.

## Карти
- Península Byers, Isla Livingston. Mapa topográfico a escala 1:25000. Madrid: Servicio Geográfico del Ejército, 1992.
- L.L. Ivanov. Antarctica: Livingston Island and Greenwich, Robert, Snow and Smith Islands. Scale 1:120000 topographic map.  Troyan: Manfred Wörner Foundation, 2009.  ISBN 978-954-92032-6-4
- Antarctic Digital Database (ADD). Scale 1:250000 topographic map of Antarctica. Scientific Committee on Antarctic Research (SCAR). Since 1993, regularly upgraded and updated.
- L.L. Ivanov. Antarctica: Livingston Island and Smith Island. Scale 1:100000 topographic map. Manfred Wörner Foundation, 2017. ISBN 978-619-90008-3-0